# ربلم مأكول
الربلم المأكول أو جذري الغمد المأكول (الاسم العلمي: Rhopilema esculentum) هو نوع من الحيوانات يتبع جنس الربلم من فصيلة جذرية الفم.